# Benaque
Benaque es una localidad española del municipio de Macharaviaya, en la provincia de Málaga, Andalucía. En ella residen prácticamente los mismos habitantes que en la cercana villa. Desde los tiempos de su fundación y hasta 1877 Benaque fue municipio independiente, contando con ayuntamiento propio. En Benaque tiene su sede el juzgado de paz municipal así como la farmacia y la escuela infantil. Como elementos más destacables de Benaque se cuenta con la iglesia parroquial, edificio de origen mudéjar restaurado entre los años 2002 y 2003 y la Casa natal del poeta Salvador Rueda. 

## Geografía humana

### Demografía
| Gráfica de evolución demográfica de Benaque entre 1842 y 1860 |
| |
| Población de derecho según los censos de población del INE Población de hecho según los censos de población del INEEntre el censo de 1877 y el anterior, este municipio desaparece porque se integra en el municipio 29066 (Macharaviaya) |

En 2012 tenía una población de 183 habitantes.

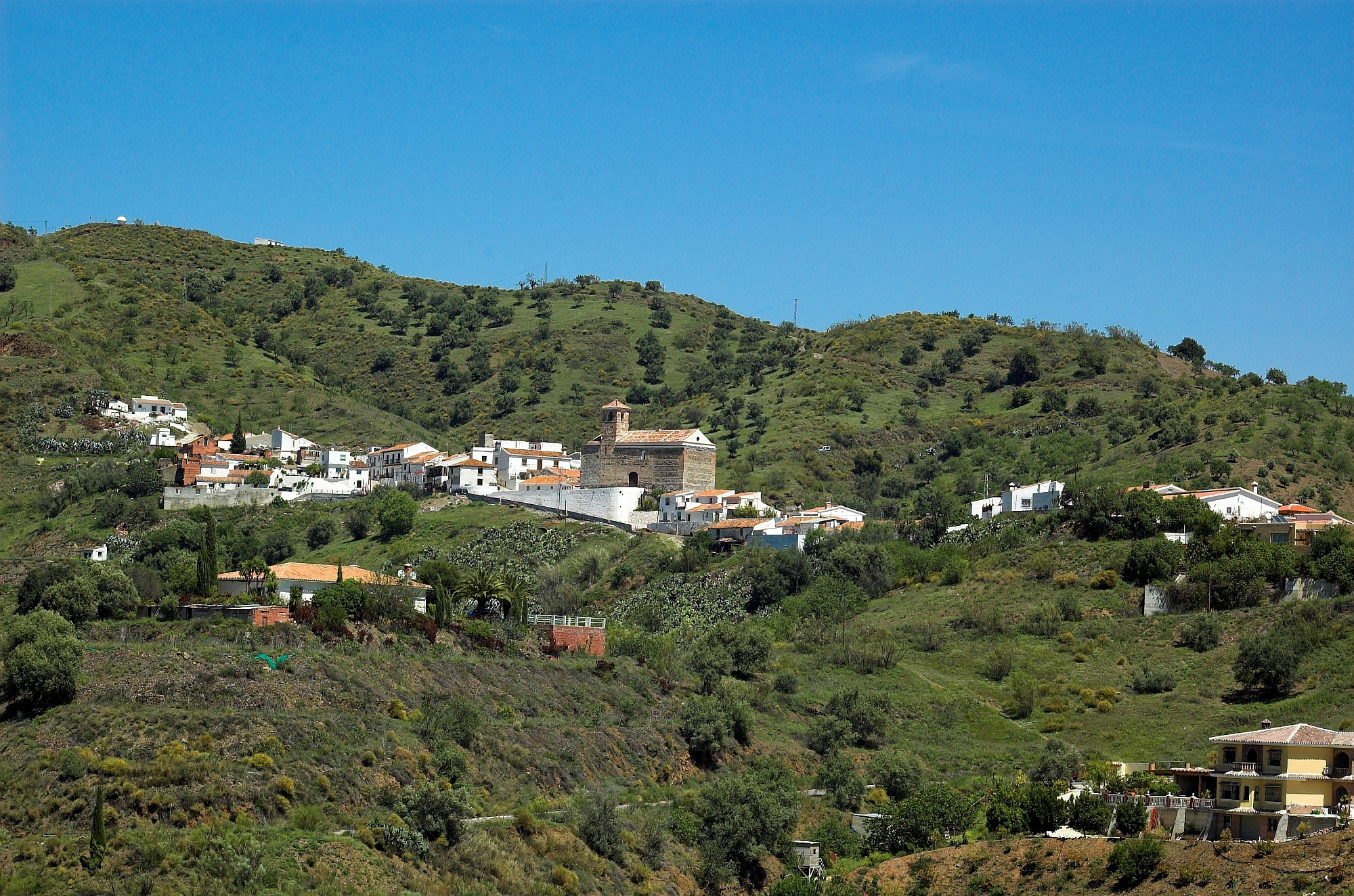
Benaque